# Jacques Gimard
Jacques Gimard (30 avril 1959 - ) est écrivain français de divers ouvrages dont l’historiographie est le fil conducteur.

## Biographie
Juriste de formation, titulaire d’un DEA de droit public, il exerce, douze années durant, les fonctions de collaborateur d’élus locaux en Seine-et-Marne, Il se spécialise auprès d’eux dans la communication oratoire et institutionnelle.
Travailleur indépendant depuis 1999, il est consultant en communication écrite : producteur de contenus pour le compte d’agences de communication, collaborateur éditorial pour la rédaction d'essais ou de biographies.
La plupart de ses livres portent un regard historiographique sur la culture populaire : la mythologie de l’école républicaine (Mémoire d’école, Les Belles histoires de France, Vive le Certif, etc.), les identités régionalistes (Mémoire de Bretagne, Mémoire d’Alsace et de Lorraine, Mémoire des Pyrénées, etc.), les tempéraments régionaux, le savoir-vivre (Au temps de nos grand-mères, Vive la Mariée !, Questions de politesse, etc.), à l’appui de ressources iconographiques souvent inédites.
Depuis 2005, il anime le blog Postage & Vintage, en écho à son actualité éditoriale.
En marge de son activité éditoriale, à partir de 2018, il anime périodiquement le Midi-Magazine sur Fréquence Protestante.
Depuis 2020, il anime l'émission mensuelle Voix au chapitre, dédiée au dialogue inter-religieux, sur RCF-Puy-de-Dôme.

## Publications
- Mémoire d’école — éd. Le Pré aux Clercs, 1997, réédité en 2009
- Au temps de nos grands-mères - Mémoire des femmes au début du siècle — éd. Le Pré aux Clercs,1998
- Les belles histoires de France — éd. Le Pré aux Clercs, 1999
- Mémoire d’école : l’agenda perpétuel — éd. Le Pré aux Clercs, 2000
- Mémoire de Bretagne — éd. Le Pré aux Clercs, 2000
- Mémoire d’Alsace et de Lorraine — éd. Le Pré aux Clercs, 2000
- Mémoire de Provence — éd. Le Pré aux Clercs, mai 2001
- Mémoire des Pyrénées — éd. Le Pré aux Clercs, 2001
- Mémoire du Nord — éd. Le Pré aux Clercs, 2002
- Mémoire d’Auvergne — éd. Le Pré aux Clercs, 2002
- Mémoire des Alpes — éd. Le Pré aux Clercs, 2002
- Les secrets de Marie — éd. Le Pré aux Clercs, 2003
- Mémoire d’école - L’album souvenir — éd. Le Pré aux Clercs, 2003
- Mamie m’a dit - Album souvenir — éd. Le Pré aux Clercs, 2004
- Les secrets de Barnabé — éd. Le Pré aux Clercs, 2004
- Mémoires d’enfances — éd. Le Pré aux Clercs, 2004, en collaboration avec Jean-Paul Gourevitch
- Vive le certif — éd. Le Pré aux Clercs, 2004 (2e édition, éd. Hors Collection, 2013)
- Jeux d’hier pour enfants d’aujourd’hui — éd. Hors Collection, 2005
- Vive la mariée — éd. Le Pré aux Clercs, 2006
- Enfants de nos campagnes — éd. Les Presses de la Cité, 2006, en collaboration avec Jean-Pierre Guéno et Michel Polacco
- Nos vacances à la mer — Éd. Le Pré aux Clercs, 2006
- Politiquizz — éd. Hors Collection, 2007
- Les Vacances de Papa — Terres Éditions, 2008
- Questions de Politesse — Éd. Hors Collection, 2008
- L’École de Papa — Terre Éditions, 2008
- Cahier pratique de Morale — éd. Hors Collection, 2009
- Les Cahiers du Certif — éd. Hors Collection, mai 2009
- Mémoire d'école — éd. Hors Collection, octobre 2009 (réédition)
- Mais ou et donc or ni car — éd. Hors Collection, février 2010
- Maman Chérie — éd. Hors Collection, avril 2010
- Les Héros de l'Histoire de France — éd. Hors Collection, septembre 2010
- Trompe-la-mort - les cahiers secrets de Pierre Paoli, agent français de la Gestapo — éd. Qui Lit Vit, juin 2011
- Nos belles leçons de choses — éd. Hors Collection, septembre 2013
- Petit cahier d'Orthographe — éd. Hors Collection, avril 2014
- Petit cahier d'Histoire de France no 1 — éd. Hors Collection, avril 2014
- Petit cahier d'Histoire de France no 2 — éd. Hors Collection, avril 2014
- Petit cahier d'Arithmétique — éd. Hors Collection, octobre 2014
- Petit cahier de Sciences naturelles — éd. Hors Collection, octobre 2014
- Petit cahier de Géographie — éd. Hors Collection, janvier 2015
- Petit cahier de Dictées — éd. Hors Collection, janvier 2015
- Géographie de notre Douce France — éd. Gründ, avril 2015
- Petit cahier de Récitations — éd. Hors Collection, juin 2015
- Petit cahier de Savoir-vivre— éd. Hors Collection, juin 2015
- Nos régions ont du caractère — éd. Gründ, novembre 2016
- Cher Ami... Guide pratique de l'amitié -- éd. Hello, février 2025